# Марк Фіцджеральд
Марк Фіцджеральд (англ. Mark P. Fitzgerald; нар. 1951) — адмірал ВМС США, обіймав посади командувача угрупувань ВМС США в Європі та Африці, військовий діяч НАТО очолював Об'єднане командування ОЗС НАТО Неаполь. Службовий шлях починав як пілот військово-морської авіації. Кавалер численних військових нагород та відзнак.

## Біографічні відомості
Адмірал Марк Фіцджеральд народився у Вінчестері, штат Массачусетс в 1951 році. Освіту здобув у Північно-Східному університеті Бостона, який закінчив у в 1973 році.
Військову кар'єру почав як пілот ВМС США. Літав на літаках Лінг-Темко-Воут A-7 «Корсар» II які перебували в складі підрозділів палубної авіації. З 1976 по 1988 роки Фіцджеральд проходив службу в авіаційних з'єднаннях ВМС США, які базувались на авіаносцях «Кітті Хоук», «Америка» та «Форрестол». У 1990—1991 рр. на авіаносці «Джон Кеннеді». Саме з нього очолив першу повітряну атаку на Багдад під час операції «Буря в Пустелі»
У 1994—1995 рр. командував авіазагоном на авіаносці «Карл Вінсон» з яким взяв участь в операції «Південне чергування». У ВМС США обіймав наступні командні посади: командував 2-м флотом ВМС США, угрупуванням ВМС США в Європі та Африці. З листопада 2007-му по жовтень 2010 року очолював ОК ОЗС НАТО Неаполь.
У своїй кар'єрі військово-морського льотчика Фіцджеральд налітав 4800 годин, здійснив 1100 зльотів/посадок з палуб 13 авіаносців.
З 1 грудня 2010 року у відставці. Нині є головою Ради Асоціації морських авіаторів та заступник голови фонду в Музеї морської авіації. Може також виступати як радник з питань пов'язаних з авіацією ВМС.
Крім вищезазначеної освіти має ступінь магістра з авіаційної системотехніки (Університет Західної Флориди, 1975 р.)
У червні 2010 р. видання «Комсомольская правда в Украине» розмістило в себе інформацію, що Марк Фіцджеральд охарактеризував Чорне море, як регіон, де може виникнути небезпека для людства, оскільки там проходять важливі енергошляхи, які потребують належної охорони. Крім цього звернув увагу на контрабанду наркотиків.

## Нагороди та відзнаки
За час служби Марка Фіцджеральда було відзначено наступними нагородами:
- Медаль за видатну службу в Збройних силах (США)
- Медаль «За видатні заслуги» ВМС США (із зіркою повторного нагородження)
- Медаль за відмінну службу в Збройних силах (США)
- Легіон Заслуг (США) (з трьома зірками повторного нагородження)
- Хрест льотних заслуг (США) (з «V» відзнакою)
- Бронзова зірка (США) (із зіркою повторного нагородження)
- Медаль за похвальну службу в Збройних силах (США) (з дубовим листком)
- Медаль за похвальну службу (США) (із зіркою повторного нагородження)
- Медаль ВПС (США) (з «V» відзнакою та ударною відзнакою «32»)
- Похвальна медаль (США) (з «V» відзнакою та зіркою повторного нагородження)
- Медаль за досягнення (США) (із зіркою повторного нагородження)